# Applebee's
Applebee’s International, Inc. es una empresa estadounidense que desarrolla franquicias y opera la red de restaurantes Applebee's Neighborhood Grill and Bar. Cuenta con 1.804 restaurantes en los Estados Unidos, Brasil, Canadá, Chile, Costa Rica, Ecuador, Perú, Guatemala, Honduras, México, la República Dominicana, España, Panamá, y otros lugares en todo el mundo desde 2005. Las oficinas centrales se ubican en Overland Park, Kansas. Su lema es Eatin' Good in the Neighborhood.

## Historia

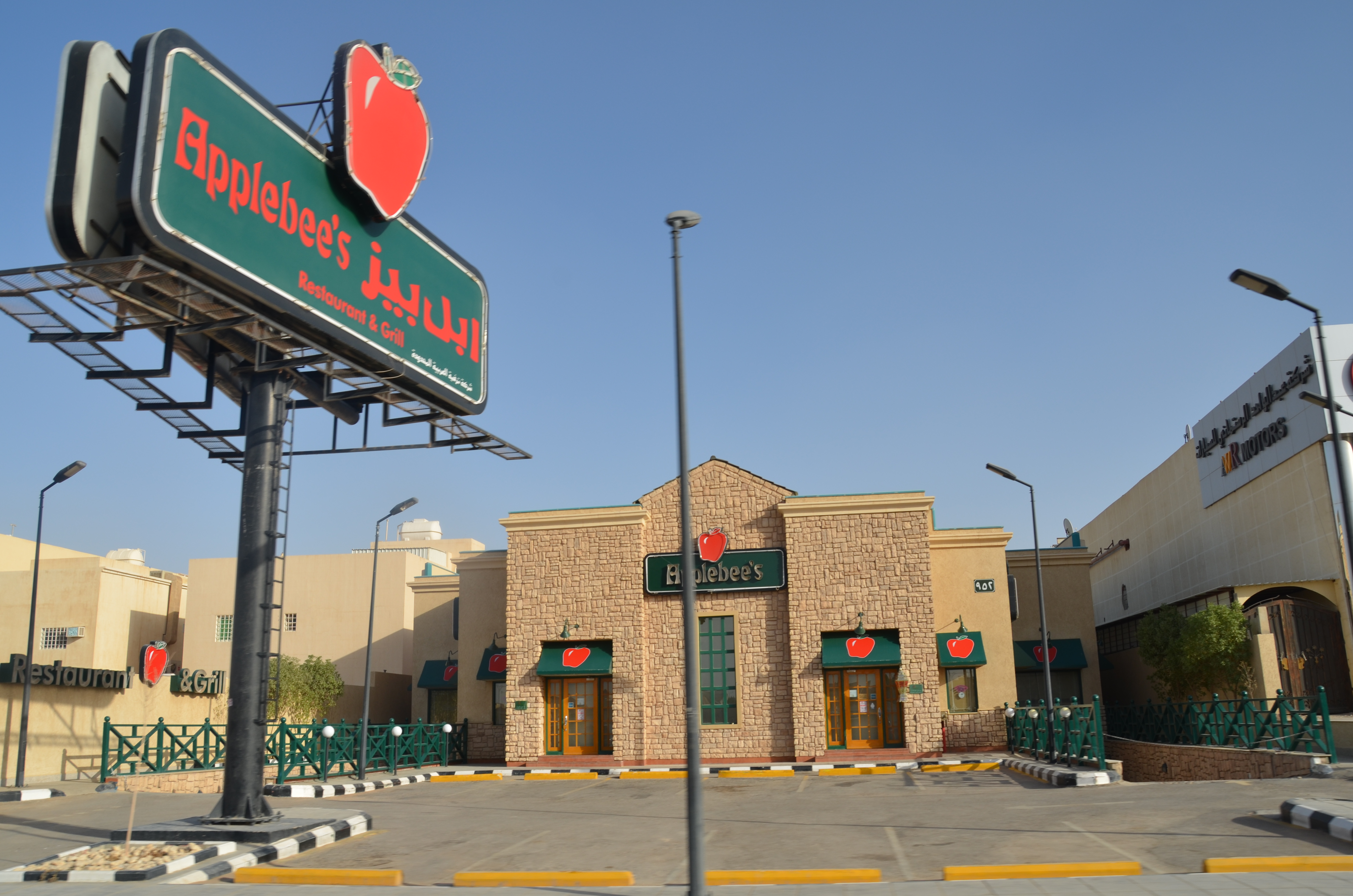
Restaurante Applebee's en Riad

La cadena Applebee's fue iniciada por Gavin y Jada Hill, quienes inauguraron su primer restaurante en 1980, T.J. Applebee’s Rx for Edibles & Elixirs, en Atlanta, Georgia. Después de abrir su segundo restaurante, la dupla vendió su compañía a W. R. Grace and Company en 1983. Como parte de la transacción, Andy Schafer fue nombrado presidente de una sucursal de Applebee's, filial indirecta de W. R. Grace and Company. En esa función, Schafer guio la operación desde sus inicios empresariales hasta un sistema de franquicias hecho y derecho. Él se convirtió en un concesionario de Applebee's en 1985 y hoy en día posee más de tres docenas de restaurantes.
Por cada uno de los pasados 13 años (1993-2005), Applebee's ha abierto 100 o más nuevas sucursales. La compañía calcula en por lo menos 3.000 restaurantes, el potencial desarrollo del concepto Applebee's en Estados Unidos.

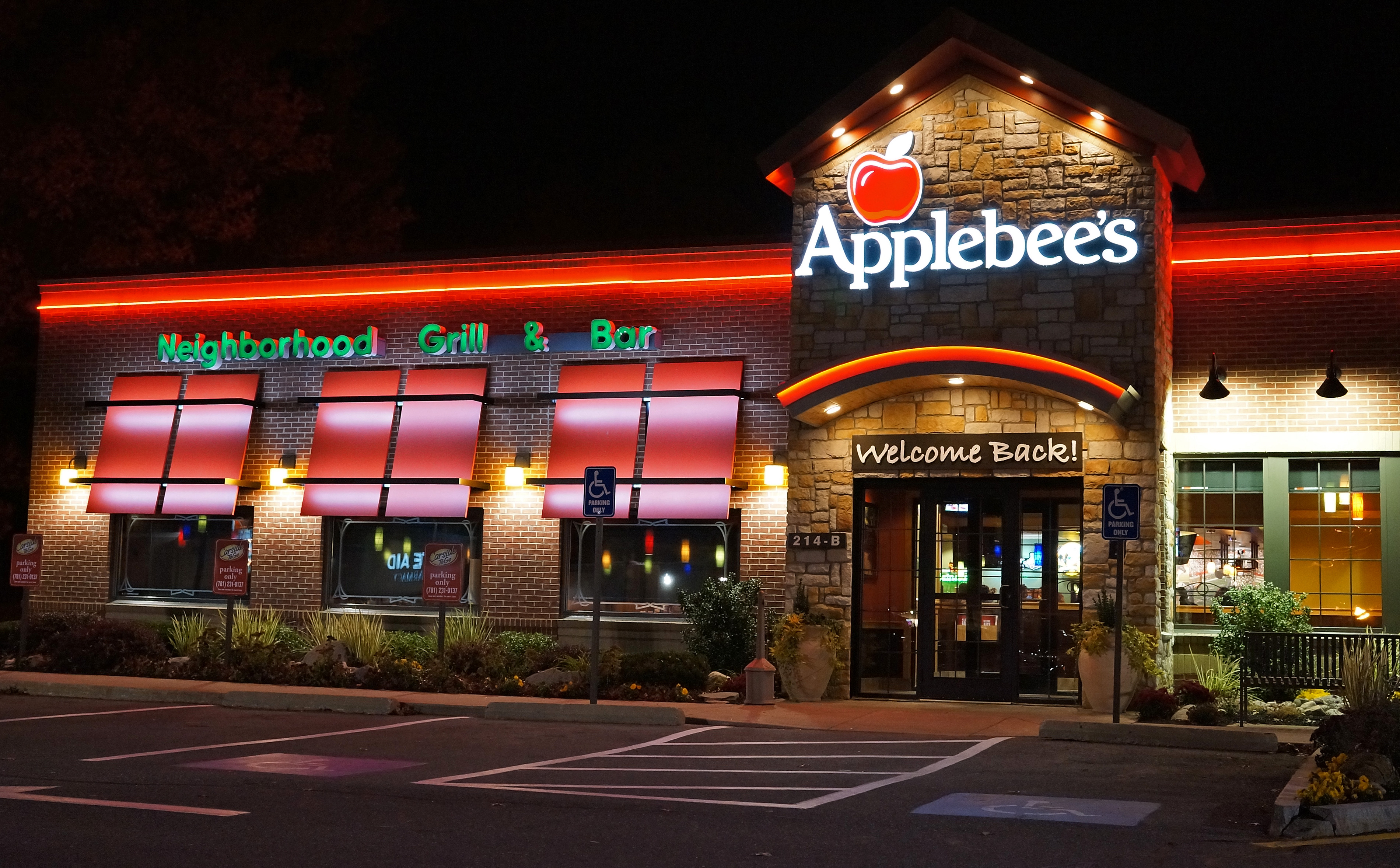
Applebee's